# Baby's Got a Gun
Baby's Got A Gun är det tredje albumet av den engelska rockgruppen The Only Ones.
Inspelningen präglades av interna stridigheter, och Peter Perrett medverkar inte på Alan Mairs låt "My Way Out of Here". Titelspåret uteslöts och släpptes senare på samlingsskivan Remains. Återutgåvan från 2009 innehåller dock titelspåret, liksom en version av "The Big Sleep" producerad av Martin Hannett, som först var påtänkt som producent till hela albumet.

## Låtlista
Samtliga låtar skrivna av Peter Perrett, om annat inte anges.
1. "The Happy Pilgrim" – 2:34
2. "Why Don't You Kill Yourself" – 2:44
3. "Me and My Shadow" – 5:42
4. "Deadly Nightshade" – 3:10
5. "Strange Mouth" – 2:32
6. "The Big Sleep" – 4:58
7. "Oh Lucinda (Love Becomes a Habit)" – 3:10
8. "Re-union"  – 2:59
9. "Trouble in the World"* – 3:05
10. "Castle Built on Sand" – 1:50
11. "Fools" (Johnny Duncan) – 2:25
12. My Way Out of Here" (Alan Mair) – 3:53
Utgåvan från 2009 innehåller tre bonusspår
13. "Baby's Got a Gun"
14. "The Big Sleep" (Martin Hannetts version)
15. "Your Chosen Life"

## Medverkande
- Peter Perrett - sång, gitarr
- John Perry - gitarr
- Alan Mair - bas, sång
- Mike Kellie - trummor

### Gäster
- Pauline Murray - sång
- Koulla Kakouilli - sång